# El Cerrito (hrabstwo Riverside)
El Cerrito – jednostka osadnicza w Stanach Zjednoczonych, w stanie Kalifornia, w hrabstwie Riverside.